# عنصر مادی جرم
در حقوق کیفری عمومی، عنصر مادی جرم یا عنصر عینی جرم (لاتین: Actus reus به معنای «فعل خطا») از عناصر بایستهٔ بررسی برخی از جرایم و برای اثبات مسئولیت قانونی لازم است.

## مصادیق عنصر مادی جرم
فعل
شایع‌ترین عنصر مادی جرم، فعل است. اگر انجام فعل برای تحقق جرم کافی باشد به آن جرم، جرم مطلق و اگر علاوه بر فعل مثبت برای تحقق جرم نیاز به نتیجه‌ای باشد به آن جرم جرم مقید گفته می‌شود. مثلاً حمل سلاح غیرمجاز یک جرم مطلق و قتل یک جرم مقید است.
ترک فعل
ترک فعل از مصادیق عنصر مادی جرم است که عبارت است از خودداری از انجام کاری که قانون فرد را موظف به انجام آن می‌کند. ترک فعل بر دو نوع است، یکی آنکه فعلی نیز بر آن مترتب باشد و نوع دیگر اینکه فقط خود ترک جرم است.
داشتن و نگهداری
شرایط و احوال